# Corentin Perolari
Corentin Perolari (* 13. April 1998 auf Bagnols-sur-Cèze) ist ein französischer Motorradrennfahrer. Er bestreitet 2021 den MotoE World Cup.

## Erfolge

### Motorrad-Weltmeisterschaft
| Saison | Klasse | Team                     | Motorrad      | Rennen | Siege | Zweiter | Dritter | Poles | Schn. Runden | Punkte | Ergebnis |
| ------ | ------ | ------------------------ | ------------- | ------ | ----- | ------- | ------- | ----- | ------------ | ------ | -------- |
| 2018   | Moto2  | Promoto Sport With GMT94 | TransFIORmers | 1      | –     | –       | –       | –     | –            | 0      | 44.      |
| 2021   | MotoE  | Tech 3 E-Racing          | Energica      | 7      | –     | –       | –       | –     | –            | 31     | 13.      |
| Gesamt | Gesamt | Gesamt                   | Gesamt        | 8      | 0     | 0       | 0       | 0     | 0            | 31     |          |

### In der Supersport-Weltmeisterschaft
| Saison | Team         | Motorrad       | Rennen | Siege | Zweiter | Dritter | Poles | Schn. Runden | Punkte | Ergebnis |
| ------ | ------------ | -------------- | ------ | ----- | ------- | ------- | ----- | ------------ | ------ | -------- |
| 2018   | GMT94 Yamaha | Yamaha YZF-R 6 | 7      | –     | –       | –       | –     | –            | 36     | 15.      |
| 2019   | GMT94 Yamaha | Yamaha YZF-R 6 | 11     | –     | –       | –       | 1     | –            | 91     | 8.       |
| 2020   | GMT94 Yamaha | Yamaha YZF-R 6 | 15     | –     | –       | 1       | –     | –            | 110    | 10.      |
| Gesamt | Gesamt       | Gesamt         | 33     | 0     | 0       | 0       | 0     | 0            | 237    |          |

### In der CEV Moto2-Europameisterschaft
| Saison | Team          | Hersteller    | Rennen | Siege | Zweiter | Dritter | Poles | Schn. Runden | Punkte | Ergebnis |
| ------ | ------------- | ------------- | ------ | ----- | ------- | ------- | ----- | ------------ | ------ | -------- |
| 2017   | Promoto Sport | TransFIORmers | 6      | –     | –       | –       | –     | –            | 37     | 13.      |
| Gesamt | Gesamt        | Gesamt        | 6      | 0     | 0       | 0       | 0     | 0            | 37     |          |

### Im Red Bull MotoGP Rookies Cup
| Saison | Rennen | Siege | Zweiter | Dritter | Poles | Schn. Runden | Punkte | Ergebnis |
| ------ | ------ | ----- | ------- | ------- | ----- | ------------ | ------ | -------- |
| 2013   | 14     | –     | –       | –       | –     | –            | 28     | 17.      |
| 2014   | 10     | –     | –       | –       | –     | –            | 37     | 18.      |
| Gesamt | 24     | 0     | 0       | 0       | 0     | 0            | 65     |          |